# Sabana Yegua
Sabana Yegua es un municipio de la República Dominicana, que está situado en la provincia de Azua.

## Localización
La localización actual del municipio está en el kilómetro 11 de la carretera Azua-San Juan, aunque antiguamente estaba ubicado más al sur, próximo a San Juan, después de cruzar Villarpando, entrando por el cruce de El Corozo. 

## Límites
El municipio limita al norte con Tábara Arriba y Azua de Compostela, al oeste con Tábara Arriba, al este con Azua de Compostela y Pueblo Viejo y al sur con Jaquimeyes y Pueblo Viejo.

## Distritos municipales
Está formado por los distritos municipales de:
| Nombre       | Código   |
| ------------ | -------- |
| Sabana Yegua | 05020601 |
| Proyecto 4   | 05020602 |
| Ganadero     | 05020603 |
| Proyecto 2-C | 05020604 |

## Historia
Históricamente data de 1909, fue creado en la parte este de Floriano con el nombre de la pequeña mesopotamia por estar situado dentro de los Ríos Yaque del Sur y Las Cuevas. En los años 1918 y 1920, por el desbordamiento de los Ríos antes mencionados, su población fue trasladada al sur de Floriano en un predio de terreno más elevado conocido como La Sabana donde pastaban y jugueteaban las yeguas en constantes movimientos; de ahí nace el nombre Sabana Yegua, "La Dinámica del Sur".
Fue trasladado a la ubicación actual, debido a la construcción de la presa de Sabana Yegua, sobre el cauce del río Yaque del Sur, cuando completó su llenado antes de lo previsto, debido al paso del huracán David el 31 de agosto de 1979.

## Economía
Su central hidroeléctrica genera una importante cantidad de la energía eléctrica del país. El canal de riego derivado de la presa también aporta un caudal de 8 m³ de agua, lo que ha cambiado la economía de la provincia, y donde se han establecido varias importantes agroindustrias.
Su economía está basada en la actualidad en el cultivo de plátanos, guineos, tomate, ají, berenjena, cilantro, cebolla y otros.